# Huttoninidae
Famille
Les Huttoninidae sont une famille de diptères.

## Liste des genres
Selon BioLib (19 mai 2019) :
- genre Huttonina
- genre Prosochaeta